# Моранба – Таунсвіль
Моранба — Таунсвіль — газопровід у австралійському штаті Квінсленд. Офіційно відомий як North Queensland Gas Pipeline (NQGP).
NQGP спорудили в 2004 році з метою видачі продукції установки підготовки Моранба, що працює з метаном вугільних пластів басейну Боуен. Він має довжину 391 кілометр, діаметр 300 мм та пропускну здатність 2,9 млн м3 на добу.
У районі Тансвілю протранспортований ресурс споживають чи споживали ТЕС Таунсвіль, ТЕС Маунт-Стюарт та нікелеплавильний завод.
Також можливо відзначити, що з 2012-го просто в Моранба природний газ споживає великий завод вибухівки.